# Quatuor à cordes no 1 de Koechlin
Pour les articles homonymes, voir Quatuor à cordes no 1.
Le Quatuor à cordes no 1, op. 51, est une œuvre de Charles Koechlin composée entre 1911 et 1913.

## Présentation
Le Quatuor à cordes no 1, en ré majeur, est composé entre 1911 et 1913,.
L'œuvre consiste en un quatuor à cordes de facture traditionnelle. Pour Michel Dimitri Calvocoressi, l'ouvrage est « moins ambitieux que les grandes sonates » du compositeur, mais il est « aussi simple que direct et charmant ». 
La partition, dédiée à André Gedalge, est publiée par Senart en 1921 (rééditée par Salabert),. 
Le Quatuor est créé par le Quatuor Pascal le 19 mai 1920 à Paris, salle Gaveau, lors d'un concert de la Société musicale indépendante,.

## Structure et analyse
Le Quatuor à cordes no 1, d'une durée moyenne d'exécution d'une vingtaine de minutes environ, comprend quatre mouvements, :
1. Allegro moderato ;
2. Scherzo : Allegro scherzando non troppo vivace ;
3. Andante quasi adagio ;
4. Final : Allegro con moto.

Pour François-René Tranchefort, l'œuvre est « d'une écriture peu aventureuse. Mais cette écriture, maîtrisée dans sa simplicité, est tout à fait susceptible de satisfaire des chambristes qui n'ont plus coutume, aujourd'hui, de fréquenter notre musicien ».
Michel Dimitri Calvocoressi relève que « les sujets ont un caractère entièrement traditionnel et leurs aventures au cours de l'œuvre n'ont rien d'inattendu ». Mais la partition est « aussi agréable à jouer qu'à entendre ».
La pièce porte le numéro d'opus 51 dans le catalogue des œuvres de Charles Koechlin.

## Discographie
- Charles Koechlin : Quatuors nos 1 et 2, Quatuor Ardeo, Ar Re-Se, 2006[5].

### Ouvrages généraux
- Michel Dimitri Calvocoressi et Michel Fleury, « Koechlin, Charles », dans Walter Willson Cobbett et Colin Mason (dir.), Dictionnaire encyclopédique de la musique de chambre, vol. II : K–Z, Paris, Éditions Robert Laffont, coll. « Bouquins », 1999 (1re éd. 1929), 1627 p. (ISBN 2-221-07848-9), p. 836-840.
- François-René Tranchefort, « Charles Koechlin », dans François-René Tranchefort (dir.), Guide de la musique de chambre, Paris, Fayard, coll. « Les Indispensables de la musique », 1989, 995 p. (ISBN 2-213-02403-0), p. 506–510.

### Monographies
- Aude Caillet, Charles Koechlin : L'Art de la liberté, Anglet, Séguier, coll. « Carré Musique », 2001, 214 p. (ISBN 2-84049-255-5).
- Robert Orledge, Charles Koechlin (1867-1950) His Life and Works, Harwood Academic Publishers, 1989, 457 p. (ISBN 3-7186-4898-9).